# Nel più alto dei cieli
Nel più alto dei cieli è un film italiano del 1977 diretto da Silvano Agosti.

## Trama
Roma. Un gruppo di 14 persone (tra cui un ragazzino e una ragazzina) è diretto ad una udienza con il Papa. Stanno salendo in un ascensore, che sembra un salotto, nei palazzi vaticani. La salita dovrebbe durare un solo piano, ma l'ascensore pare non fermarsi più: dopo alcuni inutili tentativi di mettersi in contatto con qualcuno che li aiuti dall'esterno, le persone iniziano a comportarsi in modo sempre meno prevedibile, regredendo, col passare delle ore, allo stato ferino.